# Opari
Opari – miasto w Sudanie Południowym w stanie Imatong. Liczy 12 837 mieszkańców.